# Marceau Crespin
Pour les articles homonymes, voir Crespin.
Marceau Crespin est un militaire et haut fonctionnaire français né le 26 juillet 1915 à Chirac (Lozère) et mort le 19 juillet 1988 dans ce même village. 
Engagé en 1933 comme soldat de seconde classe, il combat jusqu'en 1961 dans tous les conflits armés où la France est impliquée, jusqu'à atteindre le grade de colonel malgré un faible bagage scolaire initial. Pionnier de l’aviation légère de l’Armée de terre, il fonde et commande les premières unités française héliportées, en Indochine puis en Algérie.
Sa carrière s’oriente alors vers la haute fonction publique au sein du secrétariat d’État à la jeunesse et aux sports, où il occupe de 1961 à 1974 des fonctions de premier plan comme celles de Délégué Général à la préparation olympique ou de Directeur des sports.

## Biographie

### Jeunesse
Marceau Crespin naît le 26 juillet 1915 dans le village de Chirac, hameau de l'actuelle commune de Bourgs sur Colagne en Lozère, d'un père à la fois cultivateur et facteur et d'une mère ménagère. Il est le troisième d'une famille de quatre enfants. Le père est gravement blessé pendant la Première Guerre mondiale et à l'âge de cinq ans Marceau est pupille de la nation. Son certificat d'études primaires en poche, il intègre l’École professionnelle de Mende,  mais il interrompt assez vite sa scolarité  pour devenir apprenti menuisier. A l'âge de 18 ans en 1933 il devance l'appel et s'engage comme soldat dans l'armée.

### Carrière militaire
Fait prisonnier par les Allemands à Aix-la-Chapelle au début de la Seconde Guerre mondiale en juin 1940, il parvient à s'évader en août. Par la zone libre, il gagne en février 1941 l'Afrique du Nord. Il y participe à la campagne de Tunisie. En mai 1943 il intègre les Commandos d'Afrique au sein desquels il débarque en Corse en septembre puis prend part à la conquête de l'île d'Elbe en juin 1944. Nommé lieutenant et instructeur aux Commandos de France en septembre 1944, il participe à la libération dans l'est de la France puis à la campagne d'Allemagne sous les ordres du général de Lattre de Tassigny. Son supérieur devient vite son modèle, et ses sympathies politiques vont davantage au général Giraud qu'à de Gaulle.
La paix revenue, il dirige le Centre d'entraînement physique de l’École du risque de Grünkraut de juillet 1945 à mai 1946. De Lattre le nomme successivement commandant du Centre d'éducation physique de la 25e division aéroportée puis du Centre de vol à voile national militaire et sportif, avant de le faire entrer dans son cabinet et d'en faire son aide de camp en 1947. Affecté à l'Inspection générale de l'armée il est muté en mai 1950 au service central des sports de l’État-major des armées.
De mars 1951 à fin 1953 il travaille à l’État-major particulier de Jules Moch, ministre de la Défense nationale. Il est ensuite envoyé en Indochine pour y créer le Groupement de formations d'hélicoptères de l'armée de terre, qu'il dirige jusqu'en avril 1955 avec le grade de commandant. C'est dans ce cadre que Crespin met au point l'héliportage de combat, introduit le vol de nuit sur hélicoptère et l'hélicoptère armé. Le corps, renommé Groupement d'hélicoptères n°2, est déplacé en Algérie en mai 1955 sur la base d'Aïn-Arnat dans la région de Constantine. Le journaliste Jean Lartéguy écrit de lui, : 

« A Aïn Arnat j'ai trouvé un paysan de Lozère qui règne sur 3,5 milliards de matériel. Maître des hélicoptères, le lieutenant-colonel est un des vrais « colonels » de l'Algérie. [...] Aïn Arnat est sa chose, sa baraque. Il est comme un paysan de Lozère. Mais au lieu de compter ses bœufs, il compte ses hélicoptères. »

En Algérie, il déplore l'orientation vers l'indépendance adoptée par de Gaulle et entretient des liens avec l'Organisation armée secrète, probablement sans y être réellement affilié : il est très proche du général Paul Vanuxem, un des chefs présumés de l'OAS en France, et c'est dans sa propre voiture qu’Hélie Denoix de Saint-Marc, un des auteurs du « putsch des généraux » d'avril 1961 s'évade de la prison de la Santé.
Marceau Crespin quitte l'Algérie en septembre 1960, avec le grade de lieutenant-colonel. On peut imaginer que cette mutation précoce l'a empêché de basculer dans l'activisme, en l'extrayant du contexte de la guerre d'indépendance. Cette « exfiltration » peut-être volontaire serait selon ses biographes dû à son ami Hubert Roussellier, qui le présente à Maurice Herzog (alors secrétaire d’État à la jeunesse et aux sports) et Olivier Philip (son directeur de cabinet et haut-commissaire). Il reste quoi qu'il en soit proche de la mouvance anti-gaulliste proche de l'extrême-droite.  
Son dernier poste dans l'armée est le commandement de l’École de spécialisation de l'aviation légère de l'armée de terre, à Dax.
Il est détaché le 17 février 1961 au Haut-commissariat à la jeunesse et aux sports. Il accède au grade de colonel en 1964, au terme d'un parcours singulier : à la différence de la plupart des officiers supérieurs, c'est en dépit d'un niveau scolaire médiocre et par son expérience au commandement d'unités de combat qu'il a tracé sa carrière, épaulé par de Lattre de Tassigny.

### Carrière administrative dans le domaine du sport
En février 1961 le secrétariat d’État au sports crée une cellule de préparation des jeux olympiques, rattachée au Haut-commissariat : Crespin en prend la direction, avec le titre de délégué général,. Progressivement, la primauté au sein du ministère bascule de la gestion de l'éducation physique à l'organisation des sports : en 1963 le périmètre de la délégation générale de Crespin est étendu aux sports dans leur ensemble, et passe sous l'autorité directe du secrétaire d’État, au même rang que la sous-direction Éducation physique. L'année suivante celle-ci est rétrogradée au rang de simple bureau et Crespin, nommé simplement « directeur des sports » en 1965, étend encore son autorité. 
Marceau Crespin, qui a su s'entourer d'un groupe de collaborateurs fidèles et dévoués (Jacques Grospeillet, Raymond Thérondel, Roger de Groote, Maurice Tortel et Jacques Estines), progresse ainsi rapidement dans la hiérarchie de la haute administration. Il est alors décrit comme un homme bourru, têtu, aux colères violentes. Il  constitue un second cercle de fidèles avec la nomination de Directeurs techniques nationaux auprès de chaque fédération, organisation que beaucoup perçoivent comme une mainmise de l’État (est-ce un hasard si 20 % d'entre eux sont d'anciens militaires ?).
La période où il est aux commandes, jusqu'en 1974, est fertile en tensions dans la France du sport et de l'éducation physique : dissensions sur la question de professionnalisme, compétition entre disciplines, etc.. Crespin y fait face sans véritable ligne politique, par une méthode anti-bureaucratique qualifiée par ses proches de succession de « coups », d'actions enthousiastes de type commando pour l'organisation des grands événements sportifs. Elle traduit aussi le peu de moyens budgétaires de cette administration naissante, qui n'est pas encore parvenue à trouver un mode de fonctionnement pacifié

« C'était l'équipe contre les bureaux, l'amitié ou les manières bourrues contre la hiérarchie, le « commando » contre le formalisme et les pesanteurs bureaucratiques, le face-à-face et le « gros rouge et le saucisson de Lozère » dans le bureau du colonel Crespin contre la note de service, les farfelus contre les ronds-de-cuir, le travail sans compter au moment des grands événements sportifs [...] contre les horaires bien réglés, l'esprit de réforme contre le conservatisme de certains potentats fédéraux. »

— Olivier Le Noé, Sciences sociales et sport, n°7, 2014
Il quitte ses fonctions en 1974, peu après l'arrivée de Pierre Mazeaud au ministère. Au XXIe siècle surnagent de son mandat la construction à Font-Romeu du Centre national d'entraînement en altitude et des propos datés sur le rugby féminin dont il pointe les prétendus dangers physiques et moraux et qu'il interdit aux préfets de subventionner.

### Activité sportive
Plusieurs fois affecté à des centres d'entraînement physique et sportif, Marceau Crespin s'adonne aux sports mécaniques : il établit en 1953 le record de la traversée Le Cap - Alger qui tient jusqu'en 1960, il participe aux 24 Heures du Mans, au tour de France automobile, à la course Liège-Rome-Liège, aux 12 Heures de Casablanca, au 7e rallye international du Maroc en 1951, etc.
Il est en outre international militaire de rugby.

### Fin de carrière
De 1973 à 1979 il est conseiller général de Langogne et président du Conseil général de la Lozère de 1974 à la fin de son mandat. Il siège au Conseil économique et social de la région Languedoc-Roussillon. En 1976 il devient directeur général de la société Coca-Cola France,.
Il meurt le 19 juillet 1988 dans son village natal, dont il était le maire depuis 1965.

## Citations
- « Mon attention a été appelée sur le développement du rugby féminin. Je pense que le rugby, sport de contact exigeant des qualités d’endurance, de robustesse foncière et de virilité, est contre-indiqué pour les jeunes filles et les femmes pour des raisons physiologiques évidentes. En outre, il semble bien que les organisateurs des rencontres de rugby féminin recherchent — comme avec le catch féminin — à faire passer le plus de monde possible par les guichets des stades en misant, avec succès d’ailleurs, sur une curiosité assez malsaine (...) Il est évident que cette pratique présente dès lors des dangers sur le plan physique et sur le plan moral. Aussi je vous demande instamment de ne pas aider, ni à plus forte raison patronner, les équipes de rugby féminin. »[26],[21].
- « Aujourd'hui, il est clair que le doping est une fraude alors qu'auparavant il était une pratique courante, si peu clandestine que les sportifs même les plus jeunes, même les plus débutants, à l'instar de leurs anciens, se livraient à une surenchère médicamenteuse hors de toute raison et de tout contrôle. L’État ne pouvait permettre que la santé des sportifs risquât d'être ruinée et que l'avenir du sport fût compromis »[27].

## Reconnaissances

### Décorations
- Grand-croix de la Légion d'honneur en 1988
- Croix de guerre des Théâtres d'opérations extérieurs avec palme
- Croix de guerre 1939–1945 avec palme
- Croix du combattant volontaire de la guerre de 1939–1945
- Commandeur de l'ordre du Mérite sportif‎ (1963)[28]
- Médaille coloniale (avec agrafe "Extrême-Orient")
- Médaille commémorative des Théâtres d'opérations extérieurs
- Médaille des évadés
- Médaille de la France libérée
- Médaille commémorative des opérations de sécurité et de maintien de l'ordre en Afrique du Nord
- Médaille d'honneur du service de santé des armées
- Médaille de l'Aéronautique

accompagnées de plusieurs dizaines de citations et complétées par douze décorations étrangères.

### Autres hommages
Marceau Crespin est l'éponyme de plusieurs lieux publics notamment en Lozère (la piscine municipale de la ville de Mende (1988), un complexe sportif à Marvejols, le centre sportif du complexe euroméditerranéen (orienté vers le handicap) de Montrodat , l'école et une rue de Chirac) mais aussi ailleurs en France (le Centre national d'entraînement en altitude de Font-Romeu et la salle de sport  du Crès).